# 逆機
逆機（ぎゃくき）とは、機関車の向きが逆であること。また、この向きで蒸気機関車のような片運転台の機関車が転車台やデルタ線のない線区において、列車を牽引したり推進したりすることである。バック運転ともいう。
主にタンク機関車のように後方に窓のある機関車、テンダー機関車の一部が行っていた。
タンク機関車やガーラット式機関車は炭水車がないため、逆機での運転は容易である。これに対してテンダー機関車は炭水車があるため、急制動をかけると重量の関係で炭水車に横圧が発生して座屈脱線が起きる危険性があったり、最高速度が制限されるなど問題点がある。実例としてドイツのプロイセン邦有鉄道P8型蒸気機関車は、炭水車との連結部の問題から正方向時には100 km/hほど出せたのに対し、逆機時は50 km/hの制限を受けていたケースがある。

## 逆機が行われたことのある列車（運行を終了したものも含む）の例
- SL冬の湿原号
標茶駅に転車台がないため、下り標茶発釧路行き列車は逆機で運行される。
- SLニセコ号
蘭越駅に転車台がないため、下り蘭越発札幌行き列車は逆機で運行された。
- SL函館大沼号
森駅に転車台がないため、上り森発函館行き列車は逆機で運行された。
- SLえちご阿賀野号
津川駅に転車台がないため、1996年（平成8年）の運行時のみ上り津川発新津行き列車は逆機で運行された。1997年（平成9年）以降は、新津方にディーゼル機関車が連結され、上り列車は回送扱いとなった。
- SLもおか
真岡駅および茂木駅に転車台が設置され、使用を開始する以前は、上り茂木発下館行き列車が逆機で運行された。
- かわね路号・南アルプス号
新金谷駅に転車台が設置され、使用を開始する以前は、上り千頭発金谷方面行き列車が逆機で運行された。また、2025年（令和7年）4月・5月の平日に、逆機運転の上り家山発新金谷行き臨時急行が設定された[3]。
- SLシーサイド号[4]
氷見駅に転車台がないため、1日2往復のうち1往復目の復路と2往復目の往路では逆機で運行された[5]。
- SL飛騨路号[4]
飛騨古川駅に転車台がないため、上り飛騨古川発高山行き列車は逆機で運行された。
- SLときめき号[4]
七尾駅に転車台があるものの金沢 - 穴水間での運行であったため、1989年（平成元年）以後は穴水 - 七尾間の復路のみC57 1との逆機重連が見られた[6]。
- SL北びわこ号[4]
木ノ本駅に転車台がないため、上り木ノ本発米原行き列車は逆機で運行されたが、2003年（平成15年）11月8日以降は回送となった。
- SL江の川号[4]
石見川本駅および口羽駅に転車台がないため、往路もしくは復路では逆機で運行された[7]。
- 倉吉線
倉吉線ではC11形を運行していたが、同線には転車台がなく、また終点である山守駅とその前にある泰久寺駅は1線しかないため、両駅への蒸気機関車の乗り入れができなかった。そのため、往路は2線ある関金駅まで逆機で運行、同駅構内で機回しを行い復路を運行した。
- 上山田線
飯塚 - 上山田間14.4 kmにおいて、テンダー機関車のD60形およびD51形牽引による旅客列車があった。下り飯塚発上山田行き列車は逆機で運行。1973年（昭和48年）にディーゼル機関車に交代した[8]。
- SL豊の国号
三重町駅に転車台がないため、下り三重町発大分行き列車は逆機で運行された。
- さくら（下り列車）
早岐 - 佐世保間において、早岐機関区所属のC11形による逆機運転が行われていた。特急列車では唯一の例である。